# Nicht-kommunalisierte Gebiete in Kolumbien
Die nicht kommunalisierten Gebiete („Áreas no municipalizadas“, früher „Corregimientos Departamentales“) sind eine atypische Erscheinung innerhalb der kolumbianischen Raumordnung. Sie finden sich vor allem in den dünn besiedelten südlichen Departamentos Kolumbiens (Amazonas, Vaupés und Guainía) und auf der Insel San Andrés.
Demnach handelt es sich bei einem nicht kommunalisierten Gebiet um ein oder mehrere Bevölkerungszentren, die zusammen mit ihrer Umgebung zu keiner der bestehenden Verbandsgemeinde (Municipio) gehören (Dekret 2274 vom 4. Oktober 1991), im Gegensatz zu den „Corregimientos“, deren territoriale Zuständigkeit einer Verbandsgemeinde unterstellt ist. Dies ist vor allem darauf zurückzuführen, dass diese Bevölkerungszentren vor der Verkündung der politischen Verfassung von 1991 als „Corregimientos intendenciales y comisariales“ bezeichnet wurden, ein Sonderregime, das die ehemaligen nationalen Territorien umfasste.
Da es sich nicht um eine Verbandsgemeinde handelt, hat sie keinen Gemeinderat, sondern wird von der Departementsversammlung (Gobernación del departamento) koordiniert und von einem Corregidor verwaltet, der vom Gouverneur des Departements, zu dem sie gehört, ernannt wird. Früher gab es auch in Vichada Gemeinderäte, die jedoch in die Gemeinde Cumaribo eingegliedert wurden. Im DANE sind insgesamt 18 Gemeinden des Landes registriert. 

## Liste der nicht-kommunalisierten Gebiete in Kolumbien
| Name             | Departamento               | Fläche (km²) | Bevölkerung (2020) |
| ---------------- | -------------------------- | ------------ | ------------------ |
| El Encanto       | Amazonas                   | 1.443        | 2.078              |
| La Chorrera      | Amazonas                   | 12.517       | 3.040              |
| La Pedrera       | Amazonas                   | 13.945       | 3.985              |
| La Victoria      | Amazonas                   | 1.443        | 658                |
| Mirití-Paraná    | Amazonas                   | 16.864       | 1.879              |
| Puerto Alegría   | Amazonas                   | 8.774        | 754                |
| Puerto Arica     | Amazonas                   | 13.526       | 1.031              |
| Puerto Santander | Amazonas                   | 14.885       | 1.828              |
| Tarapacá         | Amazonas                   | 9.153        | 4.047              |
| Cacahual         | Guainía                    | 6.457        | 908                |
| La Guadalupe     | Guainía                    | 1.167        | 300                |
| Morichal Nuevo   | Guainía                    | 8.563        | 945                |
| Pana Pana        | Guainía                    | 10.097       | 2.078              |
| Puerto Colombia  | Guainía                    | 15.664       | 2.006              |
| San Felipe       | Guainía                    | 3.063        | 1.796              |
| Pacoa            | Vaupés                     | 14.108       | 4.314              |
| Papunaua         | Vaupés                     | 5.937        | 754                |
| Yavaraté         | Vaupés                     | 3.459        | 1.097              |
| San Andrés       | San Andrés und Providencia | 32           | 55.945             |

## Prozess der Kommunalisierung
Der Prozess der Kommunalisierung dieser Gebiete wurde von den Departementsversammlungen mit Zustimmung des Staatspräsidiums beschlossen und in einer Volksbefragung gebilligt. Dennoch wurde in der politischen Verfassung von 1991 nicht die sofortige Kommunalisierung aller dieser Gebiete angeordnet. In diesem Zusammenhang vertrat das Verfassungsgericht die Auffassung, dass die Regierung angesichts der wirtschaftlichen, geografischen und demografischen Besonderheiten dieser Gebiete diese Zahl durchaus beibehalten konnte, solange die Entscheidung darauf abzielte, diese Gebiete schrittweise an das in der Verfassung vorgesehene Kommunalisierungssystem anzupassen und auch die Voraussetzungen dafür zu schaffen, dass diese Bevölkerungszentren die Keimzelle für neue Gemeinden werden können.
Ein erfolgreicher Prozess der Kommunalisierung ist Barrancominas im Departamento de Guainía, das am 1. Dezember 2019 seine rechtliche Existenz als Gemeinde begann; diese neue territoriale Einheit umfasst das zuvor nicht kommunalisierte Gebiet Mapiripana.